# Синдинское сельское поселение
Синдинское се́льское поселе́ние — муниципальное образование в Нанайском районе Хабаровского края Российской Федерации. Образовано в 2004 году. 
Административный центр — село Синда.

## Население
| 2010 | 2011 | 2012 | 2013 | 2014 | 2015 | 2016 |
| ---- | ---- | ---- | ---- | ---- | ---- | ---- |
| 903  | ↘902 | →902 | ↗936 | ↘926 | ↘913 | ↘907 |
| 2017 | 2018 | 2019 | 2020 | 2021 |      |      |
| ↘889 | ↘887 | ↘859 | ↗870 | ↘829 |      |      |

## Населённые пункты
В состав поселения входят 2 населённых пункта:
| № | Населённый пункт | Тип     | Население |
| - | ---------------- | ------- | --------- |
| 1 | Искра            | село    | ↘27       |
| 2 | Синда            | посёлок | ↘802      |